# جایزه لیو
جایزهٔ لیو (انگلیسی: Leo Awards) نام جایزه‌ای است مختص صنعت و هنر تلویزیون در استان بریتیش کلمبیای کانادا.
از سال ۱۹۹۱ تا کنون، مراسم اهدای این جایزه هر سال، در ماه مه یا ژوئن توسط «بنیاد علوم و هنر سینمای بریتیش کلمبیا» برگزار می‌شود.

یک بخش «جشنوارهٔ فیلم» هم در سال ۲۰۰۵ به این مراسم اضافه شده بود که البته در سال ۲۰۱۰ مُلغی شد.
جوایز در بخش‌های گوناگونی نظیر پویانمایی، درام، فیلم مستند، فیلم بلند و فیلم کوتاه تلویزیونی اعطا می‌شود.